# Беркида
Беркѝда (на италиански: Berchidda; на сардински: Belchìdda, Белкида, на местен диалект Bilchidda, Билкида) е малко градче и община в Южна Италия, провинция Сасари, автономен регион и остров Сардиния. Разположено е на 290 m надморска височина. Населението на общината е 2941 души (към 2010 г.).